# Arnold Frische
Arnold Frische (* 18. Dezember 1869 in Düsseldorf; † 31. Januar 1944 in Pullach) war ein deutscher Bildhauer und Genremaler.

## Leben
Arnold Frische war der Sohn des Landschaftsmalers Heinrich Ludwig Frische, bei dem er auch seine erste künstlerische Ausbildung erhielt. Er studierte von 1884 bis 1887 an der Kunstgewerbeschule Düsseldorf und nach anschließenden größeren Reisen, wie zuvor sein Vater, von 1890 bis Ende 1896 an der Düsseldorfer Kunstakademie Bildhauerei bei August Wittig und bei Karl Janssen. Neben der Bildhauerei betätigte sich Arnold Frische wie sein Vater und sein jüngerer Bruder Emil Frische auch auf dem Gebiet der Malerei.

## Werk

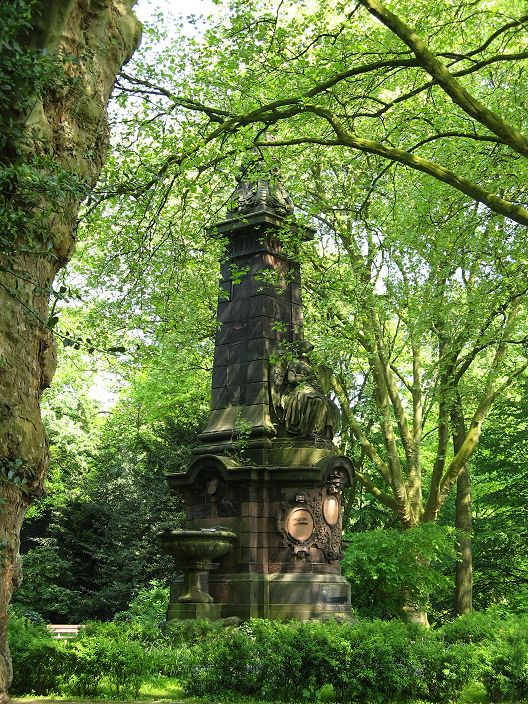
Dreikaiserdenkmal in (Herne-) Wanne (2009)

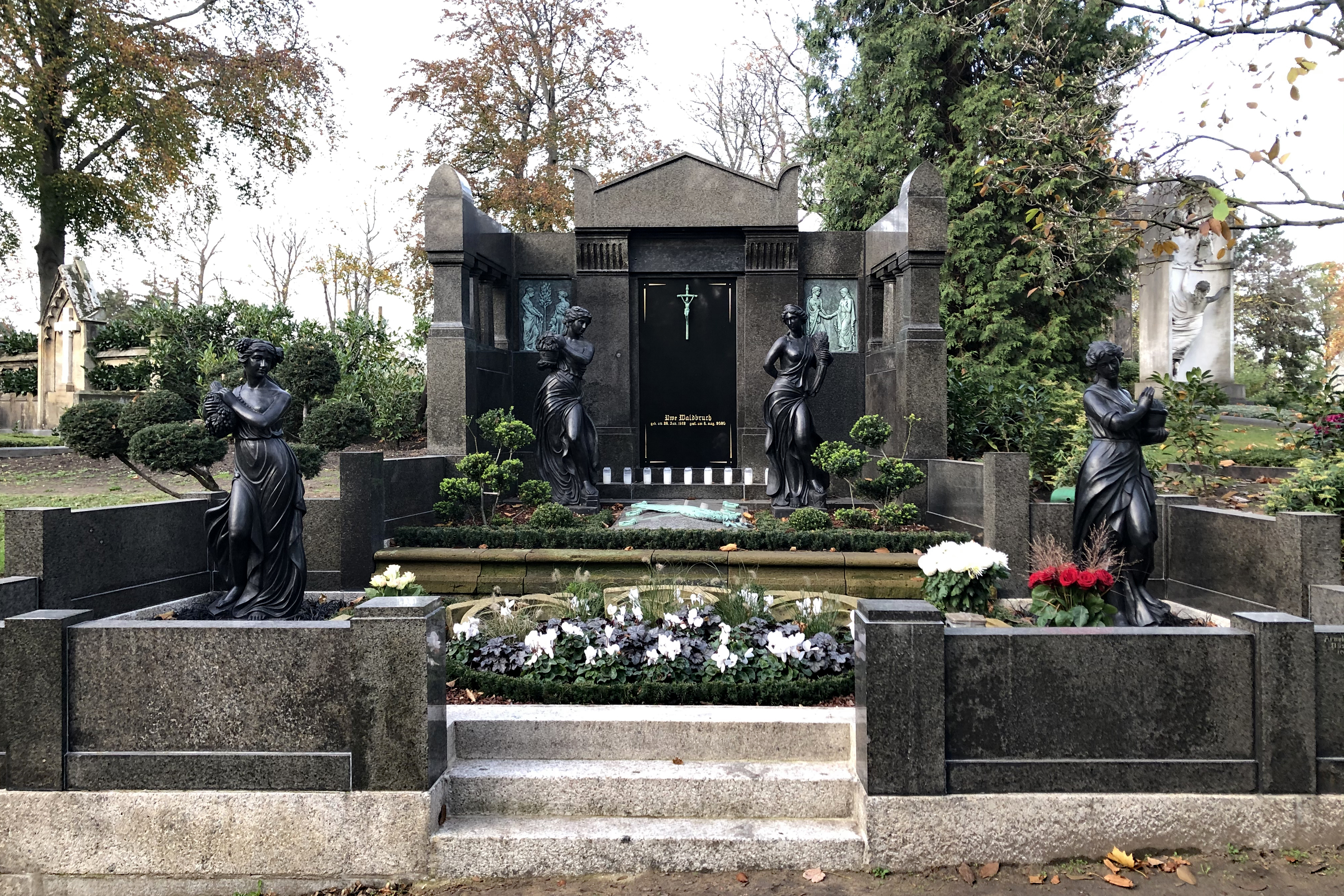
Grabstätte Waldbruch (2020)

Neben zahlreichen größeren Grabdenkmälern im Rheinland, Westfalen, Elsass und Bremen, schuf Frische „eine Reihe von Porträtbüsten bekannter Persönlichkeiten“.
- 1897: Heine Büste im Heinrich-Heine-Institut Düsseldorf
- 1898: Kriegerdenkmal in Ratingen
- 1898–1901: Dreikaiserbrunnen in Herne-Wanne
- um 1910: Skulpturen im Neubau des Allgemeinen Knappschaftsvereins in Bochum-Ehrenfeld, Pieperstraße (kriegszerstört)
- 1911: Frauenskulpturen auf der Grabstätte Familie Ludwig, seit 2020 Grabpatenschaft Uwe Waldbruch, Nordfriedhof Düsseldorf
- 1912: Frauenskulptur auf dem Grabmal Etscheit, Nordfriedhof Düsseldorf